# Fractura de Barton
La fractura de Rhea Barton o fractura de Barton és una fractura intraarticular del radi distal amb luxació de l'articulació radiocarpiana.
Hi ha dos tipus de fractura de Barton: la dorsal i la palmar, sent aquesta última més freqüent. La fractura de Barton és causada per una caiguda en un canell estès i pronat que augmenta la força de compressió carpiana a la vora dorsal. El component intraarticular distingeix aquesta fractura d’una fractura de Goyrand-Smith o de Colles. El tractament d'aquesta fractura es fa generalment mitjançant una reducció oberta i una fixació interna amb placa i cargols, però de tant en tant la fractura es pot tractar de forma conservadora.